# Tail
tail (que significa cola en inglés) es un programa de los sistemas tipo Unix, que muestra las últimas líneas de uno o más archivos de texto.
tail imprimirá por defecto a la salida estándar las últimas diez líneas de sus datos de entrada. Tanto las unidades de impresión (líneas, bloques, bytes) como su número pueden alterarse con opciones de la línea de comandos:
- -n número: imprime el número indicado de líneas.
- -c número: imprime el número indicado de bytes.

Si el número indicado en las opciones va precedido por un signo +, tail imprimirá desde la enésima unidad hasta el final del archivo. Por ejemplo, el comando
```
tail -c +175 
archivo
```

imprimirá el contenido de archivo comenzando en el byte 175.
Usando una sintaxis más vieja (que aún se usa en Sun Solaris en lugar de la opción -n), las últimas 20 líneas y los últimos 20 bytes de archivo se mostrarían, respectivamente, con los comandos:
```
tail -20 
archivo

tail -20c 
archivo
```

Esta sintaxis, sin embargo, se considera obsoleta y no sigue el estándar POSIX 1003.1-2001. Aun si las versiones actuales la admiten, podría no funcionar cuando se usa con otras opciones (como -f, véase la siguiente sección).

## Seguimiento de archivos
tail tiene una opción especial, -f (del inglés follow, seguir), que permite hacer seguimiento a un archivo. En lugar de mostrar las últimas líneas y terminar, tail mostrará las últimas líneas y seguirá leyendo del archivo; conforme se le añadan nuevas líneas, tail las imprimirá. Esta función es particularmente útil para archivos de registro.
Para cerrar tail cuando esté haciendo seguimiento, basta interrumpirlo con Ctrl+C.